# Maria Àngela Escudero Álvarez
Maria Àngela Escudero Álvarez (Ourense, Galícia, 1 de setembre de 1944) és una àrbitra de petanca catalana d'origen gallec.

## Trajectòria
Fou la primera dona que ocupà el càrrec d'àrbitra de petanca a Catalunya el 1988, i a Espanya el 1992. Als Jocs Paralímpics de Barcelona de 1992 aconseguí que les proves de petanca per a discapacitats tinguessin àrbitres especialitzats i, ella mateixa, adaptà les normes generals del joc a les necessitats d'aquest col·lectiu. Ha exercit en els Special Olympics de 1999 i 2003, i en diversos Campionats del Món i tornejos internacionals de petanca, i petanca adaptada. Des del 1993 fins al 2010 ha estat membre del Comitè Tècnic d'Àrbitres de la Federació Espanyola de Petanca i ha presidit els àrbitres de Catalunya.

## Reconeixements
- El 2003 rebé el premi a l'Esperit Olímpic del Comitè Olímpic Català.[1]
- El 2018 l'Institut Barcelona Esports de l'Ajuntament de Barcelona li va lliurar el Premi Mireia Tapiador a la promoció de l'esport.[2][3]